# Моимешти (Јаши)
Моимешти (рум. Moimești) насеље је у Румунији у округу Јаши у општини Поприкани. Oпштина се налази на надморској висини од 138 m.

## Становништво
Према подацима из 2002. године у насељу је живело 449 становника, од којих су сви румунске националности.